# Village vacances de Bangou
 (septembre 2022).
Si vous disposez d'ouvrages ou d'articles de référence ou si vous connaissez des sites web de qualité traitant du thème abordé ici, merci de compléter l'article en donnant les références utiles à sa vérifiabilité et en les liant à la section « Notes et références ».
Le Village vacances de Bangou est l'un des plus grands villages de vacances du Cameroun et se trouve dans le village de Bangou, en pays Bamiléké, à l'Ouest du Cameroun. Il est construit à l'initiative de l'homme d'affaires et industriel Francis Nana Djomou, originaire du village. 
Une partie de la réputation de la ville Bangou se construit autour de ce projet situé à 1 400 mètres d'altitude sur les flancs de l'une des collines au sud de la ville.

## Histoire
Les travaux de construction débutent en 2015 l'établissement est le plus grand village de Vacances en terre Grassfield, aux côtés du centre climatique de Dshang, de la Vallée de Bana et du domaine du Petpenoun. 

## Architecture et équipements
- 49 pavillons individuels sur 80 prévus
- palais
- jardins botanique fait de plantes locales et exotiques[3]
- lacs artificiels
- cours d'eau
- 3 hectares d’agriculture biologique
- 1 zoo
- 1 ferme pédagogique
- des centres d’équitation
- des centre remise en forme et de conférences,
- des terrains de football, basket et de tennis[1]
- un hôtel (hôtel Tagidor Garden)[4]

## Tourisme
Le lieu ambitionne d'être un point d'acclimatation et de repos . 
Le village vacances de Bangou avait pour objectif de servir de village aux équipes de football du Sénégal et de la Guinée-Bissau lors de la CAN 2022. Finalement, ce sont d'autres hôtels qui sont choisis.
Le village vacances était également destiné à servir, comme le centre climatique de Dschang, de lieu de vacances pour touristes.